# 洛克諾沃湖
洛克諾沃湖是俄羅斯的湖泊，由普斯科夫州負責管轄，位於別扎尼齊高地，面積6.2平方公里，集水區面積45平方公里，平均水深5米，最大水深18米，湖水經洛克尼亞河流出。